# Las Casiñas
Las Casiñas es una entidad singular de población del municipio español de Valencia de Alcántara, en la provincia de Cáceres.
Se compone de tres caseríos: Las Casiñas Altas (91 habitantes en 2015), Las Casiñas Bajas (25 habitantes en 2015) y Los Molinos (6 habitantes en 2015), además de población diseminada.

## Equipamientos
- Consultorio médico.[2]
- Parada de autobús

## Cultura

### Patrimonio material
- Iglesia de la Purísima Concepción, Las Casiñas
- Fuente con lavadero y abrevadero en Las Casiñas Bajas.
- Fuente con varias pilas y lavadero.
- Antigua fuente y lavadero junto al camino de Las Casiñas a Las Huertas
- Horno comunitario.[3]

### Patrimonio inmaterial
Fiestas patronales en junio, con subasta de ofrendas a la Santísima Virgen Inmaculada Concepción.